# Урођена атрезија пилоруса
Урођена атрезија пилоруса (УПА) је ретко стања која укључују опструкцију (блокаду) у доњем делу желуца, познатом као пилорус, који се повезује са танким цревом. Блокада спречава прелазак хране и других садржаја из желуца  у танко црево.
Прецизна и правовремена дијагноза је од виталног значаја, која обезбеђује правилан третман и помаже у спречавању компликација опасних по живот, укључујући нпр. плућну аспирацију или перфорацију желуца.
Пошто хируршка интервенција може бити неопходна убрзо након рођења, препоручује се трудницима код којих је пренаталном дијагностиком утврђена атрезија пилорлоруса, да порођај обаве у центру са педијатријским хирурзима са искуством у лечењу опструкција желуца и највишим нивоом неонаталне интензивне неге.

## Епидемиологија
За разлику од пилоричне стенозе, пилорична атрезија је веома редак облик опструкције желудачног излаза, која погађа отприлике 1 од 100.000 живорођених беба.

## Етиологија
Пилорична атрезија је урођени дефект, што значи да је присутан при рођењу. У неким случајевима може постојати и породична историја УПА.
Дефект се јавља када се желудац не формира правилно током феталног развоја. Тачан узрок је непознат.
Постоје три врсте пилоричне атрезије, на основу тога да ли је блокада узрокована:
- пилоричном мембраном или "мрежом"
- чврстом врпцом ткива које се формирала уместо отвореног пролаза
- потпуним одвајањем или јазом између желуца и дуоденума (горњег дела танког црева)

Пилорична атрезија је обично изоловано стање, што значи да нема других абнормалности. Само у  ретким случајевима, дефект се може јавити са другим гастроинтестиналним абнормалностима или може бити повезан са тешким и често фаталним стањем коже познатим као булозна епидермолиза (БЕ).

## Клиничка слика
Знаци и симптоми пилоричне атрезије се обично појављују у року од неколико недеља од рођења и могу укључивати:
- снажно повраћање након храњења, настало када је желудац пун а садржај не може да пређе у танко црево. Повраћање је без жучи, што значи да у њему неће бити зеленкасте течности.
- натечен (едематозан) желудац
- одсуство столице
- дехидрација, укључујући мање мокрих пелена и мање суза при плачу
- губитак телесне тежине или немогућност добијања на тежини („неуспех у напредовању“)
- респираторни дистрес услед плућне аспирације желудацног садржаја

## Дијагноза

### Током трудноће
Пилорична атрезија се може дијагностиковати или се на њу може посумњати током трудноће након рутинског ултразвука који открива комбинацију:  
- полихидрамниона, накупљање амнионске течности у материци које се јавља када фетус није у стању да прогута и свари амнионску течност,
- увећаног или проширеног (отеченог) желудца.

Дијагноза током трудноће омогућава породици и здравственом тиму да унапред планирају посебне облике лечења након рођења бебе, у циљу најбоље могућег исходе.

### После рођења
Након рођења, пилорична атрезија се може дијагностиковати или потврдити тестирањем које укључује ултразвук абдомена и у неким случајевима рендгенске снимке горњег дигестивног система.
Снимци ће показати ваздух у бебином проширеном желуцу (који се појављује као велики појединачни мехур), уз истовремено отсуство ваздуха у цревном тракту киспод желудачне опструкције. У случајевима када нешто ваздуха може да прође у танко црево, стање може да личи на стенозу пилоруса (сужење пилора изазвано увећаним мишићима).
Рендгенско тестирање може укључивати употребу баријума, кредасто беле течности коју беба прогута да би се боље визуелизовао желудац и танко црево и помогло у разликовању блокаде од других цревних опструкција. Овај приступ је познат као контрастно снимање или имиџинг горњег дела гастроинтестиналног система.

## Лечење пилоричне атрезије
Бебе са пилоричном атрезијом захтевају операцију одмаах након рођења и постављања тачне дијагнозе да би се уклонила или заобишла опструкција. Врста хируршке процедуре зависиће од врсте пилоричне атрезије коју беба има.
Пре операције, беба се може лечити интравенским (ИВ) течностима ако је дехидрирана или има потребе за електролитима (минерална неравнотежа) узрокована тешким повраћањем. Бебин натечени желудац се такође може „декомпресовати“ коришћењем посебне цеви кроз нос (назогастрична или НГ сонда) да би се уклонио ваздух и течност.
Бебама са удруженим аномалијама може бити потребан додатни третман за та стања.